# Vuoto KBC
Il Vuoto KBC, così battezzato dalle iniziali degli astronomi Ryan Keenan, Amy Barger e Lennox Cowie che nel 2013 ne teorizzarono l'esistenza, è una grande regione di spazio caratterizzata da una bassissima densità di galassie che contiene la Via Lattea, il Gruppo Locale, ossia il gruppo di galassie di cui fa parte la sopracitata Via Lattea, e buona parte del Superammasso Laniakea.
La forma di questa regione relativamente vuota è grossolanamente sferica e si stima che il suo diametro sia di circa 2 miliardi di anni luce (600 megaparsec), con la Via Lattea posizionata a poche centinaia di milioni di anni luce dal suo centro. Una tale dimensione fa del vuoto KBC il più grande vuoto finora conosciuto, persino più grande del Vuoto Gigante, un altro enorme vuoto scoperto nel 1988 nella costellazione dei Cani da Caccia. 
L'esistenza del vuoto KBC è stata utilizzata per spiegare la discrepanza tra le misure della costante di Hubble effettuate a partire da supernove vicine, le cosiddette "candele standard", e dalle variabili Cefeidi (72-75 km/s/Mpc) e quelle effettuate utilizzando la radiazione cosmica di fondo e le oscillazioni acustiche barioniche (67-68 km/s/Mpc). Secondo la teoria, le galassie interne al vuoto sarebbero soggette ad un'attrazione gravitazionale più forte da parte della materia esterna ad esso, il che porterebbe a valori più alti della costante di Hubble se misurata prendendo come riferimento oggetti relativamente vicini.